# Otisstraße (metropolitana di Berlino)
Otisstraße è una stazione della linea U6 della metropolitana di Berlino. Si trova nei pressi dell'omonima strada, da cui deriva il nome. Tuttavia è solo dal 2004 che la stazione ha assunto questo nome, per celebrare i 150 anni della Otis Elevator Company, correggendo un'anomalia decennale: la stazione si chiamava Seidelstraße, nonostante l'ingresso fosse molto più vicino ad Otisstraße.
Fu costruita nel 1958 su progetto di Bruno Grimmek con la collaborazione di Werner Klenke e Hans Joachim Lorenz. All'inizio era denominata "Seidelstraße (Flugplatz Tegel)" (dal 1961 "Flughafen"); nel novembre 1974 divenne semplicemente "Seidelstraße", mentre la denominazione attuale fu assunta il 6 gennaio 2003.
È posta sotto tutela documentale (Denkmalschutz).

## Servizi
La stazione dispone di:
- Fermata autobus di passaggio

### Testi di approfondimento
- (DE) Henriette Heischkel, U-Bahnhöfe der Linien U6 und U9, in Adrian von Buttlar, Kerstin Wittmann-Englert e Gabi Dolff-Bonekämper (a cura di), Baukunst der Nachkriegsmoderne. Architekturführer Berlin 1949–1979, Berlino, Dietrich Reimer Verlag, 2013,  pp. 271-272, ISBN 978-3-496-01486-7.